# Carlo Azzini
Carlo Azzini (* 19. Juli 1935 in Soresina; † 12. Januar 2020 ebenda) war ein italienischer Radrennfahrer.

## Sportliche Laufbahn
Carlo Azzini war Berufsfahrer von 1958 bis 1964. In diesen Jahren bestritt er vier Mal den Giro d’Italia und zwei Mal die Tour de France. Seine beste Platzierung war Rang 28 beim Giro d’Italia 1958. Im selben Jahr gewann er den Giro di Sicilia und wurde Zwölfter der Gesamtwertung der Tour de Suisse. 1959 siegte er im Giro delle Alpi Apuane. Bei der Austragung der Tour de Suisse im Jahr 1961 wurde er Sechster. 
1964 beendete Azzini seine Radsportlaufbahn. Im Januar 2020 starb er im Alter von 84 Jahren in seinem Heimatort Soresina.

## Erfolge
1958
- Gesamtwertung Giro di Sicilia

## Grand Tour-Platzierungen
| Grand Tour         | 1958 | 1959 | 1960 | 1961 | 1962 | 1963 |
| ------------------ | ---- | ---- | ---- | ---- | ---- | ---- |
| Giro d’ItaliaGiro  | 28   | DNF  | 35   | 29   |      | –    |
| Tour de FranceTour | –    | –    |      | –    | 42   | DNF  |

## Teams
- 1958 San Pellegrino
- 1959 Legnano-Pirelli
- 1960 Legnano
- 1961 San Pellegrino
- 1962–1964 Carpano